# Union Royale Namur
Union Royale Namur é um clube belga de futebol com sede em Namur, fundado em 1905. O seu estádio está localizado em Les Bas-Prés.  O Stade communal de Namur, tem capacidade para 3.500 espectadores.
Na temporada de 2019/2020 disputou a segunda divisão amadora da Bélgica, permanecendo nessa classificação na temporada 2022/2023.